# Lee Jung-eun
Lee Jung-eun (en hangul, 이정은; Seúl, 23 de enero de 1970) es una actriz surcoreana. Es especialmente conocida internacionalmente por su papel de ama de llaves en la película Parásitos (2019), ganadora de un premio Oscar.

## Carrera
Lee se graduó en el Departamento de Teatro y Cine de la Universidad de Hanyang. En 1991 debutó en teatro con Sueño de una noche de verano, y siguió su carrera como actriz de teatro y teatro musical, con papeles en obras como Subway Line 1, Laundry o Liar. Debutó en cine en 2000 con un pequeño papel en A Masterpiece In My Life, pero tras una mala experiencia con su siguiente película, Wanee & Junah, la ansiedad frente a la cámara hizo que sus intervenciones en cine o televisión fueran episódicas hasta que en 2013 recibió una oferta para un cortometraje en cuyo rodaje aquella desapareció.
Su primer trabajo tras Parásitos fue coprotagonizar junto a Kim Hye-soo el trhiller The Day I Diet: Unclosed Case, ópera prima de Park Ji-wan seleccionada en varios festivales, entre ellos el IV Festival de Cine por mujeres en España.
En febrero de 2020 realizó una aparición especial en la serie Hi Bye, Mama!  y el 28 de marzo se incorporó a la serie I've Returned After One Marriage (también conocida como "I’ve Been There Once"), donde interpretó a Song Young-sook, la hermana de Song Young-dal (Chun Ho-jin), hasta el final de la serie el 13 de septiembre del mismo año.
En la primavera de 2022 protagonizó la serie Nuestro horizonte azul, donde interpreta a Jung Eun-hee, la terca dueña de una pescadería situada en la isla de Jeju, que después de treinta años se reencuentra con su primer amor.
En octubre del mismo año actuó en la serie Yonder, donde da vida a Se-rin, la operadora de "Buy & Buy", quien invita a la gente a Yonder.

## Filmografía

### Series de televisión
| Año     | Título                                | Papel                                    | Canal         | Notas                | Ref.          |
| ------- | ------------------------------------- | ---------------------------------------- | ------------- | -------------------- | ------------- |
| 2013    | The Queen's Classroom                 | Madre de Sun-yeong                       | MBC           |                      |               |
| 2013    | Blue Tower                            | Dueña de una granja de avestruces/abuela |               |                      |               |
| 2013    | Blue Tower ZERO                       | Madre de Jong-hoon                       |               |                      |               |
| 2013    | Royal Villa                           | Lee Jung-eun                             |               |                      |               |
| 2013-14 | Shining Romance                       |                                          |               |                      |               |
| 2014    | Cunning Single Lady                   | Jefa del salón de belleza                | MBC           | Cameo                |               |
| 2014    | High School King of Savvy             | Madre de Soo-young                       | tvN           |                      |               |
| 2014    | My Lovely Girl                        | Esposa del Sr. Jung                      |               | Cameo, ep. 3         |               |
| 2014    | Only Love                             | Park Soon-ja                             | SBS           |                      |               |
| 2015    | Who Are You: School 2015              | Madre de Young-eun                       |               | Cameo, ep. 2-3       |               |
| 2015    | Oh My Ghostess                        | Chamana en Seobinggo-dong                | tvN           |                      |               |
| 2015    | My Fantastic Funeral                  | Tía de Mi-soo                            |               |                      |               |
| 2015    | Songgot: The Piercer                  | Kim Jung-mi                              |               |                      |               |
| 2015-16 | Remember: War of the Son              | Yeon Bo-mi                               | SBS           |                      |               |
| 2016    | The Cravings 2                        | Madre                                    | Naver TV Cast | Serie web            |               |
| 2016    | Pied Piper                            | Oh Ha-na                                 | tvN           |                      |               |
| 2016    | Hey Ghost, Let's Fight                | Presidenta de apartamento                | tvN           | Cameo                |               |
| 2016    | Don't Dare to Dream                   | Médica                                   | SBS           | Cameo                |               |
| 2016    | The Gentlemen of Wolgyesu Tailor Shop | Geum Chon-daek                           | KBS2          | Drama Special, 1 ep. |               |
| 2016    | Noodle House Girl                     | Ok Shim                                  | KBS2          | Drama Special, 1 ep. |               |
| 2016-17 | Weightlifting Fairy Kim Bok Joo       | Madre de Joon-hyung                      | MBC           |                      |               |
| 2017    | Tomorrow With You                     | Cha Boo-shim                             | tvN           |                      |               |
| 2017    | Ice Bing-gu                           | Lee Jung-eun                             | MBC           |                      |               |
| 2017    | Bad Thief, Good Thief                 | Kwon Jung-hee                            | MBC           |                      |               |
| 2017    | Fight for My Way                      | Geum-bok                                 | KBS2          |                      |               |
| 2017    | Someone who might know                | Kim Jin-young                            |               | Cameo                |               |
| 2017    | While You Were Sleeping               | Madre de Jae-chan                        | SBS           |                      |               |
| 2017    | Buzz Cut's Date                       | Young-hee                                | KBS2          | Drama Special, 1 ep. |               |
| 2017    | Assistant Manager Park's Private Life |                                          | tvN           | Drama Stage, 1 ep.   |               |
| 2018    | Nice Witch                            | Jefa                                     | SBS           | Cameo                |               |
| 2018    | Miss Hammurabi                        | Consejera de parejas                     | jTBC          | Cameo                |               |
| 2018    | Mr. Sunshine                          | Criada leal de Ko Ae-shin                | tvN           |                      |               |
| 2018    | Familiar Wife                         | Madre de Woo-jin                         | tvN           |                      |               |
| 2018    | My Strange Hero                       | Madre de un cliente de Your Request      | SBS           | Cameo, ep. 4         |               |
| 2019    | La luz en tus ojos                    | Moon Jung-eun                            | jTBC          |                      |               |
| 2019    | Welcome to Waikiki 2                  | Propietaria de Kimbap Heavenly           | jTBC          | Cameo, ep. 3         |               |
| 2019    | Doctor Detective                      |                                          | SBS           | Cameo                | [ 9 ]         |
| 2019    | When the Devil Calls Your Name        |                                          | tvN           | Cameo                |               |
| 2019    | Strangers from Hell                   | Eom Bok-soon                             | OCN           |                      |               |
| 2019    | When the Camellia Blooms              | Cho Jung-sook                            | KBS2          |                      |               |
| 2020    | Hi Bye, Mama!                         | Chamana                                  |               | Cameo, ep. 4 y 10    | [ 10 ]        |
| 2020    | A Piece of Your Mind                  | Kim Min-jung                             | tvN           |                      |               |
| 2020    | My Holo Love                          | Madre de So-yeon                         | Netflix       | Cameo                |               |
| 2020    | Once Again                            | Kang Cho-yeon                            |               |                      |               |
| 2020    | I've Returned After One Marriage      | Song Young-sook / Kang Cho-yeon          | KBS2          |                      |               |
| 2021    | Law School                            | Kim Eun-sook                             | jTBC          |                      |               |
| 2021    | Monthly Magazine Home                 | Lee Soo-jung                             |               | Cameo                |               |
| 2021    | Hometown Cha Cha Cha                  | Kim Yeon-ok                              | tvN           | Cameo, ep. 1         | [ 11 ]        |
| 2022    | Nuestro horizonte azul                | Jung Eun-hee                             | tvN           |                      | [ 12 ]        |
| 2022    | Tribunal de menores                   | Na Geun-hee                              | Netflix       | Serie web            | [ 13 ] [ 14 ] |
| 2022    | Missing: The Other Side               | Kang Eun-shil                            |               | 2.ª temporada        |               |
| 2022    | Soundtrack #1                         | Eun Soo-mo                               | Disney+       | Serie web            |               |
| 2022    | Yonder                                | Sei-ren                                  | TVING         |                      | [ 15 ]        |
| 2023    | Con tacto especial                    | Reclusa en la prisión de Seúl            | jTBC          | Aparición especial   | [ 16 ]        |
| 2023    | Una dosis diaria de sol               | Song Hyo-shin                            | Netflix       | Serie web            | [ 17 ] [ 18 ] |
| 2023    | A Bloody Lucky Day                    | Hwang Soon-kyoo                          | tvN/TVING     |                      | [ 19 ] [ 20 ] |
| 2024    | Ella de día, otra de noche            | Im Soon                                  | JTBC          |                      | [ 21 ] [ 22 ] |
| 2024    | Nadie en el bosque                    | Yoon Bo-min                              | Netflix       | Serie web            | [ 23 ] [ 24 ] |
| 2024    | Una maleta                            | Kwon Do-dam                              | Netflix       | Aparición especial   | [ 25 ]        |
| 2024    | Light Shop                            | Jung Yu-hee                              | Disney+       | Serie web            | [ 26 ] [ 27 ] |
| 2025    | Hasta que el cielo nos reúna          | Lee Young-ae                             | JTBC          |                      | [ 28 ] [ 29 ] |

### Cine
| Año  | Título                                 | Hangul                          | Papel                                  | Notas                     | Ref.          |
| ---- | -------------------------------------- | ------------------------------- | -------------------------------------- | ------------------------- | ------------- |
| 2000 | A Masterpiece In My Life               | 불후의 명작                     | Madre de Jin-won                       |                           |               |
| 2001 | Wanee & Junah                          | 와니와 준하                     | Productora                             |                           |               |
| 2009 | If You Were Me 4                       |                                 |                                        |                           |               |
| 2009 | Mother                                 | 마더                            | Pariente de Ah-jeong                   |                           |               |
| 2013 | Born to Sing                           | 전국노래자랑                    | Tía de Dong-soo                        |                           |               |
| 2013 | The Attorney                           | 헬머니                          | Antigua propietaria                    |                           |               |
| 2013 | Bug                                    | 벌레                            | Madre                                  |                           |               |
| 2014 | Un monstruo en mi puerta               | 도희야                          | Mujer del barrio                       |                           |               |
| 2014 | Cart                                   | 카트                            | Cajera                                 |                           |               |
| 2014 | A Dynamite Family                      |                                 | Sociedad de mujeres                    |                           |               |
| 2015 | Detective K: Secret of the Lost Island | 조선명탐정: 사라진 놉의 딸      | Mujer de media edad                    |                           |               |
| 2015 | Granny's Got Talent                    |                                 | Nuera de la chamana                    |                           |               |
| 2015 | The Exclusive: Beat the Devil's Tattoo | 특종: 량첸살인기                | Encargada de la posada                 |                           |               |
| 2015 | Summer Snow                            |                                 | Mujer de Hwasun                        |                           |               |
| 2016 | Mood of the Day                        | 그날의 분위기                   | Mujer del restaurante Rainbow          |                           |               |
| 2016 | A Violent Prosecutor                   | 검사외전                        | Encuestadora                           |                           |               |
| 2016 | Like for Likes                         | 좋아해줘                        | Empleada de inmobiliaria               |                           |               |
| 2016 | 4th Place                              |                                 | Dueña de la carreta cubierta           |                           |               |
| 2016 | Time Renegades                         | 시간이탈자                      | Profesora de secundaria                |                           |               |
| 2016 | Gokseong                               | 곡성                            | Mujer de Deok-gi                       |                           |               |
| 2016 | With or Without You                    |                                 | Empleada de restaurante                |                           |               |
| 2016 | A Break Alone                          |                                 |                                        |                           |               |
| 2017 | New Trial                              | 재심                            | Oh Mi-ri                               |                           |               |
| 2017 | The Sheriff in Town                    | 보안관                          | Mujer de Yong-hwan                     |                           |               |
| 2017 | Okja                                   | 옥자                            | Voz de Okja / Mujer en silla de ruedas | Voz                       |               |
| 2017 | The Battleship Island                  | 군함도                          | Presidenta de la sociedad de mujeres   |                           | [ 30 ] [ 31 ] |
| 2017 | Taxi Driver                            | 택시운전사                      | Mujer de Hwang Tae-sool                |                           |               |
| 2017 | Yakiniku Dragon                        |                                 | Go Young-sun                           |                           |               |
| 2018 | Adulthood                              |                                 | Jueza                                  |                           |               |
| 2018 | Miss Baek                              | 미쓰백                          | Propietaria del salón de masajes       |                           |               |
| 2018 | Hello                                  |                                 |                                        | Cortometraje              |               |
| 2019 | Mal-Mo-E: The Secret Mission           | 말모이                          | Maestra en Jeju                        | Aparición especial        |               |
| 2019 | Another Child                          | 미성년                          | Mujer de media edad                    |                           |               |
| 2019 | Parasite                               | 기생충                          | Gook Moon-gwang                        |                           |               |
| 2019 | Let Us Meet Now                        |                                 | Jung-eun                               |                           |               |
| 2020 | Mr. Zoo: The Missing VIP               | 미스터 주: 사라진 VIP           | Gorila                                 | Voz                       |               |
| 2020 | The Day I Died: Unclosed Case          | 내가 죽던 날                    | Suncheondaek                           |                           | [ 32 ]        |
| 2021 | The Book of Fish                       | 자산어보                        | Gageo Daek                             |                           | [ 33 ] [ 34 ] |
| 2021 | Bechdel Day 2021                       | 벡델데이 2021                   | Fotógrafa                              |                           |               |
| 2022 | House of Blessing                      |                                 | Aseguradora                            |                           |               |
| 2022 | Take Care of Mom                       | 말임씨를 부탁해                 | Empleada sénior de aseguradora         | Aparición especial        |               |
| 2022 | Good Morning                           | 안녕하세요                      | Enfermera amiga en los caladeros       | Aparición especial        |               |
| 2022 | Hommage                                | 오마주                          | Kim Ji-wan                             | Película independiente    |               |
| 2022 | Woman in the White Car                 |                                 | Hyeon-joo                              | Premiada en el 26.º BIFAN |               |
| 2023 | Dr. Cheon and Lost Talisman            | 천박사 퇴마 연구소: 설경의 비밀 | Señora Park                            | Aparición especial        | [ 35 ]        |

### Anuncios
| Año | Título            | Notas                                                        |
| --- | ----------------- | ------------------------------------------------------------ |
| -   | SK브로드밴드 B TV | junto a Kim Byung-chul, Jang Gwang, Henry Lau y Heo Young-ji |

## Premios y nominaciones

### Reconocimientos
- 2021 2021 Korean Popular Culture & Arts Awards	- Prime Minister’s Commendation[36]
- 2020 34th KBS Drama Awards: Excellence Award – Long Drama (Best Actress) (I've Returned After One Marriage)[37]
- 2020 34th KBS Drama Awards: Bes Couple Award (I've Returned After One Marriage) - junto a Chun Ho-jin
- 2020 56th Baeksang Arts Awards: Best Supporting Actress (Parasite)
- 2020 56th Grand Bell Awards: Best Supporting Actress (Parasite)
- 2019 KBS Drama Awards: Excellence Award for Mid-Length Drama (Female) (When the Camellia Blooms)
- 2019 (2020) Korean First Brand Awards: Scene Stealer Female Actress
- 2019 Asia Artist Award:  Scene Stealer
- 2019 Asia Artist Award:  Focus Award (Film/Television)
- 2019 40th Blue Dragon Film Awards: Best Supporting Actress (Parasite)
- 2019 Buil Film Awards: Best Supporting Actress (Parasite)
- 2019 Chunsa Film Art Awards: Best Supporting Actress (Parasite)
- 2019 55th Baeksang Arts Awards: Mejor Actriz de Reparto (The Light in Your Eyes)
- 2018 Korea Culture and Entertainment Awards: Excellence in Acting (Drama Category)

### Nominaciones
| Año  | Categoría               | Premio                     | Trabajo                       | Resultado |
| ---- | ----------------------- | -------------------------- | ----------------------------- | --------- |
| 2021 | Best Supporting Actress | 57th Baeksang Arts Award   | The Day I Died: Unclosed Case | Nominada  |
| 2021 | Best Supporting Actress | 26th Chunsa Film Art Award | The Day I Died: Unclosed Case | Nominada  |

### Pendiente
| Año  | Categoría                   | Premio                         | Trabajo                       | Resultado |
| ---- | --------------------------- | ------------------------------ | ----------------------------- | --------- |
| 2021 | 2021 Blue Dragon FIlm Award | Best Supporting Actress (Film) | The Day I Died: Unclosed Case | Pendiente |